# Marruciner

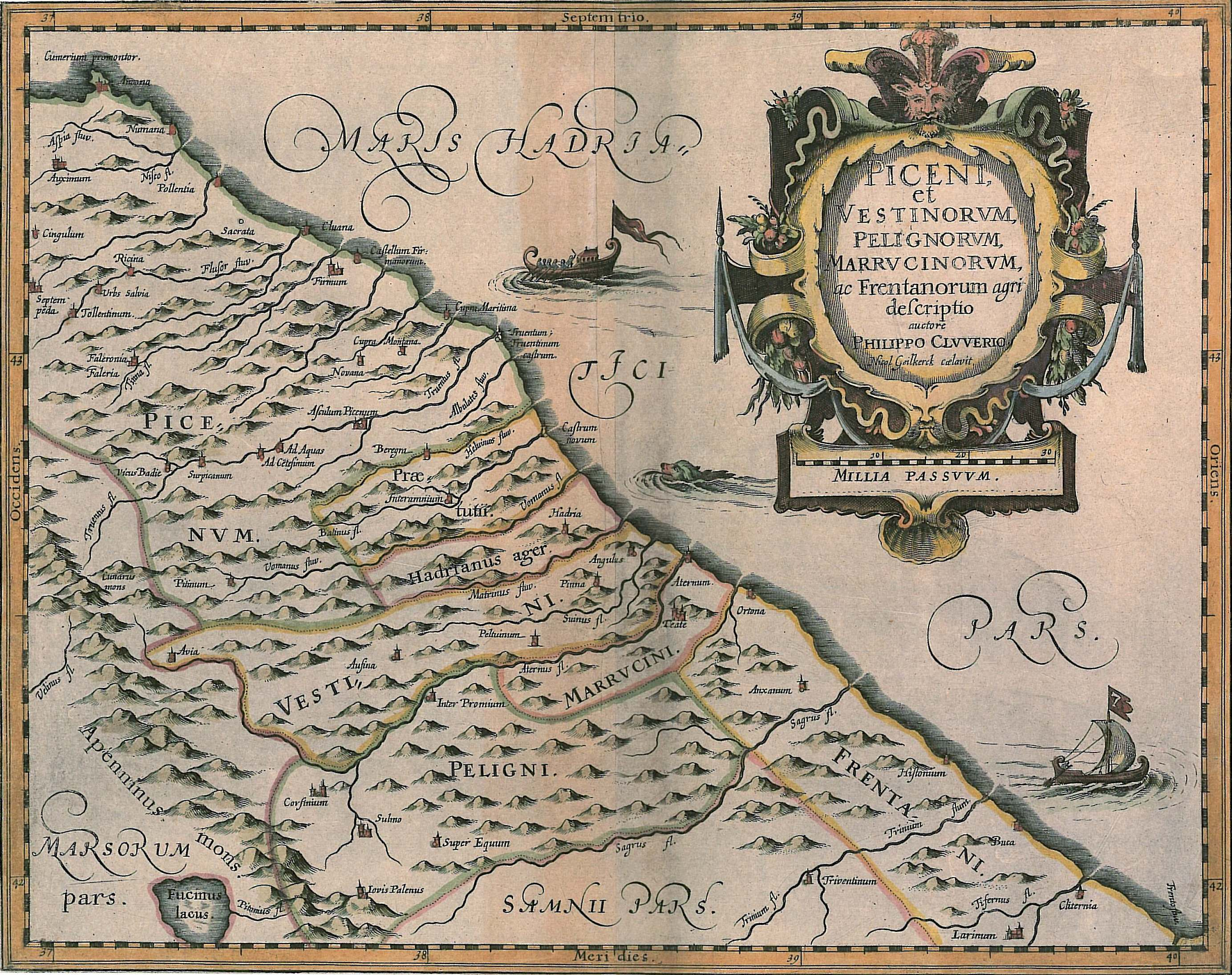
Denna karta från 1624 visar tydligt marrucinernas område som en smal landstripa i mitten av bilden ("MARRVCINNI").

Marrucinerna var ett mindre italienskt fornfolk som talade marrukiniska, ett sabelliskt språk som låg nära oskiskan. Marrukinska fragment är bevarade på Tabula Rapinensis från trehundratalet f.Kr. Namnet marruciner har karaktären av en autonym, vilket har tolkats som att marrucinerna uppfattade sig själv som ett folk skiljt från andra sabelliska folk i det omgivande området. Det är också sannolikt att det redan fanns andra folk i området när marrucinerna bosatte sig där. Deras område låg på Abruzzos östra kust runt Teate Marrucinorum i nuvarande Italien. Området avgränsades av floderna Aterno och Foro. Viktiga marrucinska platser var Ceio, Iterpromium, Civitas Danzica samt Aternum som delades med vestinerna.
Första gången marrucinerna nämns är 325 f.Kr. när de, vestinerna, peligner och marserna kommer i konflikt med romarna under andra samniterkriget.  Romarna härjade på landsbygden och försökte tvinga folken att strida på slätten. Striden blev blodig och även om den romerska armén led svåra förluster blev konsekvenserna stora även för marruciner, vestiner, peligner och marser, som tvingas överge sina läger och söka skydd i städerna. År 304 f.Kr. led equierna ett allvarligt nederlag vilket ledde till att marrucinerna, marserna, pelignerna och frentanerna skickade bud till Rom med förfrågan om en allians (socii). Med andra ord valde man att i detta läge inte stödja samniterna, vilket förmodligen bidrog till romarnas seger i det andra samnitiska kriget.
Marrucinerna romaniserades gradvis. Efter 302 års fördrag fick de som socii betydande frihet även om deras politik aldrig gick på tvärs med romarrikets. Till skillnad från de andra osk-umbriska folken förblev marrucinerna lojala med Rom under det andra puniska kriget. Bland annat deltog man på Roms sida år 225 f.Kr. mot marserna, frentanerna och vestinerna. 
Marrucinerna deltog i bundsförvantskriget 91 f.Kr. - 88 f.Kr.. Liksom andra rebelliska fornfolk fick även marrucinerna så småningom romerskt medborgarskap. Marrucinernas område blev mycket koloniserat, framförallt på Sullas tid. Liksom för flertalet andra italiska folk intensifierades romaniseringen efter bundsförvantskriget och marrucinerna assimilierades. Detta märks bland annat på hur marrukiskans roll togs över av latinet.